# 泽扎德清真寺
41°00′49″N 28°57′25″E / 41.01361°N 28.95694°E
泽扎德清真寺（土耳其語：Şehzade Camii），又译皇子清真寺。是一座位于土耳其伊斯坦布尔法提赫的清真寺，是科查·米馬爾·希南的早期作品，也是他的成名作。是由奥斯曼帝国的蘇丹苏莱曼一世为了纪念他早逝的兒子穆罕默德皇子而委托希南建造的。泽扎德清真寺平面上的布局大致是两个方形，分别作为祈祷大厅和庭院，附有的宣礼塔共两座。